# ولادیمیر رپیف
ولادیمیر رپیف (روسی: Владимир Георгиевич Репьев؛ ۱۱ ژوئیهٔ ۱۹۵۶ – ۴ ژانویهٔ ۲۰۰۹) بازیکن هندبال اهل روسیه بود.